# Mindanaotrast
Mindanaotrast (Turdus nigrorum) är en fågel i familjen trastar inom ordningen tättingar.

## Utseende och läte
Mindanaotrasten är en mörk trast med något ljusare huvud. Näbben är lysande orange, liksom ben, fötter och en ring runt ögat. Bland lätena hörs "tjuppande" ljud, ofta avgivna i utbrott.

## Utbredning och systematik
Mindanaotrasten delas in i fyra underarter med följande utbredning.
- Turdus nigrorum nigrorum – bergen på Negros (Filippinerna)
- Turdus nigrorum malindangensis – berget Malindang på nordvästra Mindanao
- Turdus nigrorum katanglad – berget Katanglad på centrala Mindanao
- Turdus nigrorum kelleri -– berget Apo och närliggande berg på sydöstra Mindanao

Tidigare kategoriserades den som underart till ötrasten (Turdus poliocephalus), men denna har efter studier delats upp i ett antal arter, bland annat mindanaotrast.

## Levnadssätt
Mindanaotrasten hittas i bergsskogar. Där födosöker den i skogens alla skikt, även på marken.

## Status
IUCN erkänner den inte som art, varför dess hotstatus inte bedömts.